# Gottfried Heinrich Schäfer
Pour les articles homonymes, voir Schäfer.
Gottfried Heinrich Schäfer (1764-1840) est un philologue saxon.

## Biographie
Né à Leipzig, il devient en 1808 professeur de littérature grecque à l'Université de Leipzig. En 1817, le roi Frédéric-Auguste Ier de Saxe lui achète sa bibliothèque privée pour 10 000 thalers et l'offre à la bibliothèque de cette université, la Bibliotheca Albertina, dont il devient le bibliothécaire en 1818.

## Œuvres
On lui doit des éditions d'auteurs grecs, dont Hérodote, Démosthène, Athénée de Naucratis, Apollonius de Rhodes, Tryphiodore, etc.